# Motorische Entwicklung
Als motorische Entwicklung wird die Entwicklung aller Bewegungsabläufe des menschlichen Körpers während des Heranwachsens bezeichnet.
Dabei unterscheidet man zwischen der grob- und feinmotorischen Entwicklung. Grobmotorik umfasst die Bewegungen von Kopf, Schulter, Rumpf, Becken, Armen und Beinen. Die Bewegung von Fingern, Zehen und Gesicht zählen zum feinmotorischen Bereich. Die motorische Entwicklung hat Einfluss auf die gesamtkörperliche Gewandtheit und Beweglichkeit, die feinmotorische Geschicklichkeit, das Gleichgewichtsvermögen, die Reaktionsfähigkeit, die Sprungkraft und Schnelligkeit, die Bewegungsgenauigkeit und die Koordinationsfähigkeit.
Die Entwicklung der Motorik verläuft nach dem Prinzip der cephalo-caudalen Entwicklungsrichtung (vom Kopf über den Rumpf zu den Armen und Beinen). Zuerst gelingt die Kontrolle der körperzentralen Muskeln, später die Kontrolle der von der Körpermitte weiter entfernten, feineren Muskeln (Prinzip der proximodistalen Entwicklungsrichtung). Während der Entwicklung der Koordination der beiden Körperhälften, findet ein fortlaufender Wechsel in der Dominanz zwischen Beugern und Streckern bei gleichzeitigem periodischen Wechsel von unilateralen (bzw. gekreuzt lateralen) zu bilateralen Muskelgruppen statt (Prinzip der reziproken Verflechtung). 
Die Entwicklung der Motorik setzt bereits vor der Geburt ein. Acht bis zwölf Wochen alte Föten zeigen spontane Bewegungen, die nicht als reines Ausagieren von Reflexen verstanden werden können. So werden bereits zwischen der 12. und 16. Schwangerschaftswoche Räkeln, Strecken und Gähnen beobachtet. Die Aktivitäten nehmen zu, bis sie dann durch die zunehmende Enge und den Aufbau von Steuerungsmechanismen wieder begrenzt werden. Bei Säuglingen und Kleinkindern ist dann ein kontinuierlicher Leistungsanstieg in der Motorik zu beobachten.
Der Sinn solcher früher Bewegungsmuster wird in der Literatur aus unterschiedlichen Sichtweisen erklärt: Die frühen Bewegungsmuster können als Aktivität des sich ausdifferenzierenden Nervensystems, als Feinanpassung motorischer Abläufe, als Abbau überzähliger neuronaler Verknüpfungen oder als Bahnungshilfe zukünftiger wichtiger Funktionen verstanden werden. Nur einige der hier auftretenden Bewegungsmuster bleiben über den weiteren Lebenslauf erhalten.
Neugeborene verfügen über eine Reihe von Reflexen, wovon angenommen wird, dass nur ein Teil für die weitere motorische Entwicklung und den Aufbau spezifischer Bewegungsmuster grundlegend oder bahnend ist. Die Ausprägung und Präsenzdauer der unterschiedlichen Reflexe geben wichtige Hinweise auf den Reifungsgrad und den Entwicklungsstand der Neugeborenen und Säuglinge.

## Stufen nach Alter

### Bis 15 Monate
Im Kleinstkindalter (bis 15 Monate) ist die wichtigste Fähigkeit, die vom Kind erlernt werden muss, das selbständige Fortbewegen. In diesem Alter wird auch das Greifen, eine ebenso wichtige Fähigkeit, erlernt.

### 15 Monate bis 3 Jahre
Im Kleinkindalter (15 Monate bis 3 Jahre) kann es durch den selbständigen Gang die Umgebung erforschen. Die noch unsicheren Bewegungen werden in dieser Zeit stabiler und flüssiger. Des Weiteren kommen neue Bewegungsarten hinzu, z. B. Treppe steigen, tragen oder balancieren.

### 3 bis 6 Jahre
In der Vorschulzeit (3 bis 6 Jahre) wird das Wachstum der Muskeln beschleunigt, demnach ergibt sich eine Zunahme von Ausdauer und Kraft. Das Kind wird geschickt und wendig, weshalb Bewegungs- und Geschicklichkeitsspiele besonders beliebt sind. Mit ungefähr 5 Jahren ist der Gleichgewichtssinn sehr weit, wodurch das Kind Rad- oder Rollerfahren kann.

### 6 bis 12 Jahre
Das Schulkind (6 bis 12 Jahren) hat eine besondere motorische Leistung zu erbringen, das Schreiben. Hier muss es lernen, nicht aus dem Unterarm, sondern aus dem Handgelenk zu schreiben, was durch häufiges Üben in vorerst kurzen Zeilen erlernt werden kann.